# Тавроболій

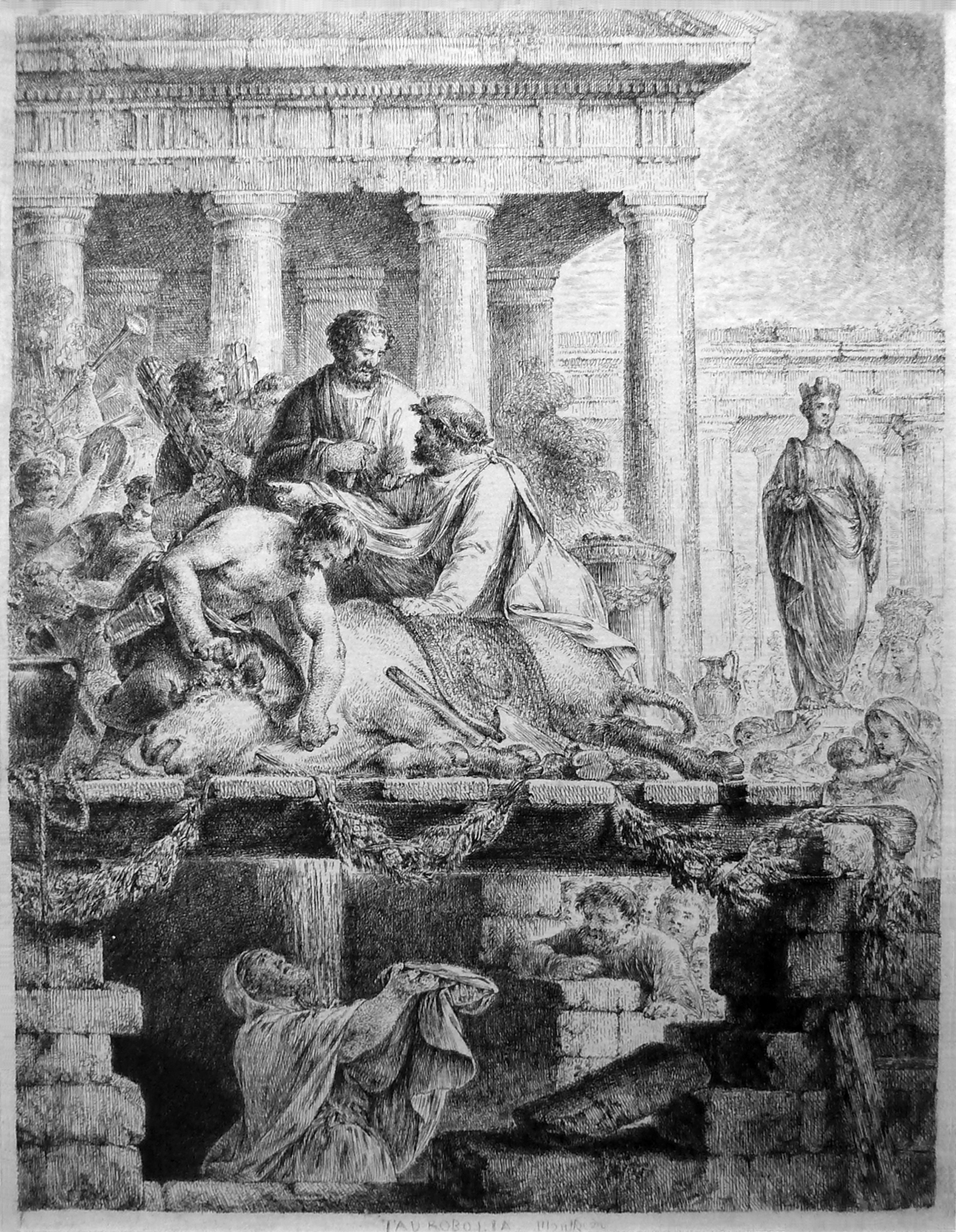
Тавроболій

Тавробо́лій (грец. Taurobolion, лат. Taurobolium) — обряд заколювання биків, установлений у Римі за династії Антонінів у зв’язку з поширенням культу сирійських та перських божеств, особливо Мітри й Кібели. Перші тавроболії пов’язані з культом Аттіса. Головний момент таїнства полягав у хрещенні кров’ю вбитого бика або барана. За Юліана в тавроболіях брали участь перші державні чиновники і представники вищих жрецьких колегій. Існування обряду можна простежити до 390 р. н. е. Серед жерців, які виконували цей обряд, існувала складна ієрархія. На численних античних рельєфах, що збереглися до нашого часу, знаходимо зображення, пов’язані з тавроболіями.